# Шилль, Иосиф Николаевич
Иосиф Николаевич Шилль (ум. 1870) — российский экономист, полит-эконом, известный своими сочинениями по денежному вопросу и земельному кредиту, статистик, публицист и педагог.

## Биография
О его детстве и отрочестве информации практически не сохранилось, да и прочие биографические сведения о нём очень скудны и отрывочны; известно лишь, что 23 августа 1855 года Иосиф Николаевич Шилль был назначен экстраординарным профессором русской истории и статистики в Императорский Александровский университет в Гельсингфорсе (ныне Хельсинки), но за неимением слушателей, приступить к чтению лекций так и не мог и в начале 1856 году вернулся в российскую столицу.
В 1863 году И. Н. Шилль стал читать статистику и политическую экономию в Павловском военном училище, равно как и в другом, Константиновском артиллерийском. Он прослужил там до 1865 года, когда отдельное преподавание этих предметов в военных училищах было отменено. Его «Заключительная лекция, читанная юнкерам Константиновского и Павловского Военных училищ», вышла отдельной книжкой в Санкт-Петербурге в 1864 году. 
В 1865 году Иосиф Николаевич Шилль был принят в члены Императорского Вольного экономического общества (избран в III отд.).
Некоторое время он заведовал редакцией периодических печатных изданий «Экономист» и «Экономический указатель», издававшихся И. В. Вернадским, а также публиковался в следующих журналах: «Наше Время», «Весть», «Время», «Всемирный труд», «Северная пчела», «Русский мир» и «Биржевые ведомости».
Иосиф Николаевич Шилль скончался 16 марта 1870 года в городе Санкт-Петербурге.

## Научные труды И. Н. Шилля
Впервые имя Шилль появилось в печати в 1860 глду, с изданием его книги «Современная теория финансов и ее влияние на финансовую администрацию в западноевропейских государствах». (СПб.). Книга эта, встреченная весьма печатью с немалым интересом, (См.: «Наше Бремя», 1860 г., № 12; «Промышленность», 1860, т. I, кн. 1; «Северная Пчела», 1860, № 93; «Книжный Вестник», 1861, № № 7 и 8.), была трудом вполне самостоятельным. В ней Шилль, впервые положил основание новому началу в финансовой администрации, а именно, началу государственного активного кредита. 
Затем, по выходе в свет в том же 1860 году «Трудов Высочайше учрежденной комиссии для устройства земских банков», доказывал неудовлетворительность этих трудов в статьях: «Вопрос о земских банках» («Наше Время» 1860 г., № 18, 20, 23, 25 и 29, и отдельно СПб. 1861 г.) и «По вопросу о земских банках» («Биржевые ведомости», 1861 г., № 48, 49 и 51). 
В следующем 1861 году и. Шилль выступил с собственным проектом под заглавием: «Предположения об учреждении Русского Государственного, или Земского Заемного банка, как средства для наделения России надлежащим имущественным (ипотечным) кредитом, для уплаты или консолидации многих частных долгов и проч., а также и для устранения некоторых из наших государственно-финансовых затруднений». СПб. («Северная Пчела» № 104 и отдельно СПб. 1861). Спор о целесообразности этого проекта, встреченного некоторыми с одобрением, вызвал сильное разногласие в печати (См.: «Наше Время», 1861, № 23 и 24; «Санкт-Петербургские ведомости», 1861 г., № 169; «Сын Отечества», 1861 г., № 21; «Северная пчела». 1861 г., № 113.). 
Вскоре появились следующие его статьи: «Земский Кредит» («Северная пчела», 1861 г., № 228); «В ответ чадолюбивым родителям мертворожденного общего земского банка гг. Яблочкову и К°.». («Северная пчела», 1861 г., № 263); «По поводу уничтожения откупной системы и замены ее акцизной» («Время», 1861 г., т. V и VI, № 10 и 11. «Куда девались наши деньги?» («Время», 1861 г. т. I, № 2 отд. II); «Один из проектов чудесного обогащения России. Земский кредит в соединении с государственным — не как теория»; разбор брошюры Леона Геллера («Время», 1861, т. IV, № 7); «По вопросу о продаже государственных имуществ» («Русский мир» 1861 г., № 68, 70 и 72 и отдельно); «К вопросу о постройке железной дороги на юге России» («Время», 1862 г., № 11; «К вопросу о поземельном кредите в России» («Весть», 1864 г., № 40 и 42); «Вернейший способ образования и сбора необходимых на постройку железных дорог в России капиталов» (СПб. 1865. 8°). 
В 1866 году в брошюре: «О кредитных билетах» он выступил в защиту бумажных денег, обращению которых большинством русских экономистов приписывались в то время все экономические и финансовые затруднения России. Наконец, в 1867 году появилась его последняя статья: «О нашем денежном обращении» («Всемирный труд», 1867 г., № 11 и 12).